# Trehörningen (Lerbäcks socken, Närke)
Trehörningen är en sjö i Askersunds kommun i Närke och ingår i Motala ströms huvudavrinningsområde. Sjön har en area på 0,253 kvadratkilometer och ligger 179,3 meter över havet.

## Delavrinningsområde
Trehörningen ingår i det delavrinningsområde (652643-146361) som SMHI kallar för Ovan 652908-146449. Medelhöjden är 142 meter över havet och ytan är 13,94 kvadratkilometer. Räknas de 3 avrinningsområdena uppströms in blir den ackumulerade arean 35,98 kvadratkilometer. Emmaån (Boverkeån) som avvattnar avrinningsområdet har biflödesordning 3, vilket innebär att vattnet flödar genom totalt 3 vattendrag innan det når havet efter 94 kilometer. Avrinningsområdet består mestadels av skog (47 procent), öppen mark (13 procent) och jordbruk (26 procent). Avrinningsområdet har 0,37 kvadratkilometer vattenytor vilket ger det en sjöprocent på 2,7 procent.